# Prince Buster
Prince Buster, ursprungligen Cecil Bustamante Campbell, född 24 maj 1938 i Kingston, Jamaica, död 8 september 2016 i Miami, Florida, var en jamaicansk ska- och reggaemusiker, sångare och musikproducent.
Cecil började egentligen som boxare, men upptäckte ganska snart sin musikaliska talang. Tillsammans med bland andra Monty Morris, Jimmy Cliff och The Blues Busters representerade Prince Buster den jamaicanska musiken vid världsutställningen i New York 1964. Han var en av pionjärerna inom skamusiken på 1960-talet, och med låtar som "Al Capone", "The Ten Commandments" och "Texas Hold Up" blev han mycket populär i bland annat Storbritannien. 
Prince Buster var en av de artister som inspirerat till ska-musikens återfödelse i slutet på 1970-talet. En av de grupper som slog igenom då, Madness, tog sitt namn från en av Prince Busters låtar och fick sitt genombrott med en cover på hans "One Step Beyond" Madness hyllade även Buster med låten "The Prince".

## Diskografi (urval)
Album
- 1963 – I Feel the Spirit
- 1964 – Flying Ska
- 1965 – It's Burke's Law
- 1966 – Pain in My Belly
- 1967 – Judge Dread Rock Steady
- 1967 – On Tour
- 1967 – Ten Commandments
- 1967 – What a Hard Man Fe Dead
- 1967 – Prince Buster's Fabulous Greatest Hits
- 1968 – Wreck a Pum Pum
- 1969 – The Outlaw
- 1969 – She Was a Rough Rider
- 1972 – Dance Cleopatra Dance
- 1972 – Message Dubwise
- 1972 – Big Five
- 1976 – Sister Big Stuff
- 1989 – Original Golden Oldies Vol. 1 & 2
- 1994 – Prophet
- 1994 – Judge Dread